# Alacón
Alacón település Spanyolországban, Teruel tartományban. Alacón Ariño, Muniesa és Oliete községekkel határos. Lakosainak száma 208 fő (2024).

## Népesség
A település lakosságának változását az alábbi diagram mutatja:
| Lakosok száma | 444  | 428  | 405  | 384  | 331  | 314  | 274  | 252  | 219  | 208  |
|               | 2001 | 2004 | 2007 | 2009 | 2012 | 2014 | 2017 | 2019 | 2022 | 2024 |